# Блайвас Семен Мойсейович
Семен Мойсейович Бла́йвас (8 серпня 1914, м. Балта, нині Одеська обл. — 23 вересня 1990, Суми) — сценограф, живописець, графік. Член Спілки театральних діячів України (1964), Спілки художників СРСР (1980), Спілки художників УРСР (1984). Учасник Другої світової війни. Чоловік художниці Віри Степанівни Юрченко (1922—1991). Батько мистецтвознавиці Надії Семенівни Юрченко.

## Життєпис
Семен Мойсейович Блайвас народився 8 серпня 1914 року на Одещині. Мистецьку освіту за спеціальністю художника-постановника здобув в Одеському художньому технікумі (1930—1933, викладачі з фаху В. Литвиненко, В. Синицький).
У 1933–40 рр. працював художником-постановником і декоратором у драматичних театрах Челябінська та Харкова.
1940 року переїхав до Сум, розпочав свою роботу в Сумському українському музично-драматичному театрі ім. М. С. Щепкіна (нині — Сумський національний академічний театр драми та музичної комедії імені М. С. Щепкіна).
З перших днів війни перебував на фронті. В перервах між боями робив замальовки, оформляв воєнні агітки. Був поранений в ноги в боях під Одесою. Нагороджений бойовими медалями, кавалер орденів Червоного Прапора і Червоної Зірки.
Після війни повернувся до Сум, де до 1984 року (з перервами) працював головним художником театру ім. М. С. Щепкіна, а також художником-рекламістом у кінотеатрах.
У 1950—1960-х рр. на запрошення працював художником-постановником у Луганському, Гомельському, Криворізькому, Новочеркаському та  інших драматичних театрах.
Від 1957 р. постійний учасник художніх виставок. Персональні виставки відбулися в Сумах 1984, 1989, посмертні — 1999 та 2014 року.
Твори художника зберігаються в Дирекції художніх виставок України, Державному музеї театрального, музичного та кіномистецтва України (Київ), Державному театральному музеї імені О. О. Бахрушина (Москва), Харківському художньому музеї, Сумському обласному художньому музеї імені Н. Онацького, Сумській обласній науковій універсальній бібліотеці.
Помер 23 вересня 1990 року в Сумах, похований на Петропавлівському кладовищі.

## Творчість
Працював у галузі сценографії та станкового живопису.
Оформив близько 200 театральних вистав, серед яких: «Маруся Богуславка» М. Старицького (1940), «Платон Кречет» О. Корнійчука (1947), «Отелло» В. Шекспіра (1953), «Шалені гроші» О. Островського (1955), «День народження Терези» Г. Мдівані (1962), «У неділю рано зілля копала» О. Кобилянської (1971), «Камінний господар» Лесі Українки (1973) та інші.
У 1960—1980 рр. створив низку портретів провідних акторів Сумського театру імені М. С. Щепкіна в костюмах тієї чи іншої ролі: Олексія Тарасенка (Отелло у однойменній виставі за трагедією Вільяма Шекспіра), Неоніли Домбровської (Софія в «Безталанній» Івана Карпенка-Карого), Меланії Лісової (Мавра в «У неділлю рано зілля копала…» Ольги Кобилянської), Петра Собецького (Манілов у «Мертвих душах» Миколи Гоголя), Олександри Сокол (Проня у «За двома зайцями» Михайла Старицького), Андрія Носачова (Іван у «Зачарованому вітряку» Михайла Стельмаха), Івана Дехти (дід Щукар у «Піднятій цілині» Михайла Шолохова).
Автор картин, присвячених подіям Другої світової війни: поліптих «Спогади про війну» (1981) «Наша перемога», «Окупація», «Квіти безсмертя» (усі —1982).